# Очиндол
Очиндол (болг. Очиндол) — село в Болгарии. Находится в Врачанской области, входит в общину Мездра. Население составляет 162 человека.

## Политическая ситуация
Очиндол подчиняется непосредственно общине и не имеет своего кмета.
Кмет (мэр) общины Мездра — Иван Аспарухов Цанов (независимый) по результатам выборов в правление общины.